# Obróbka

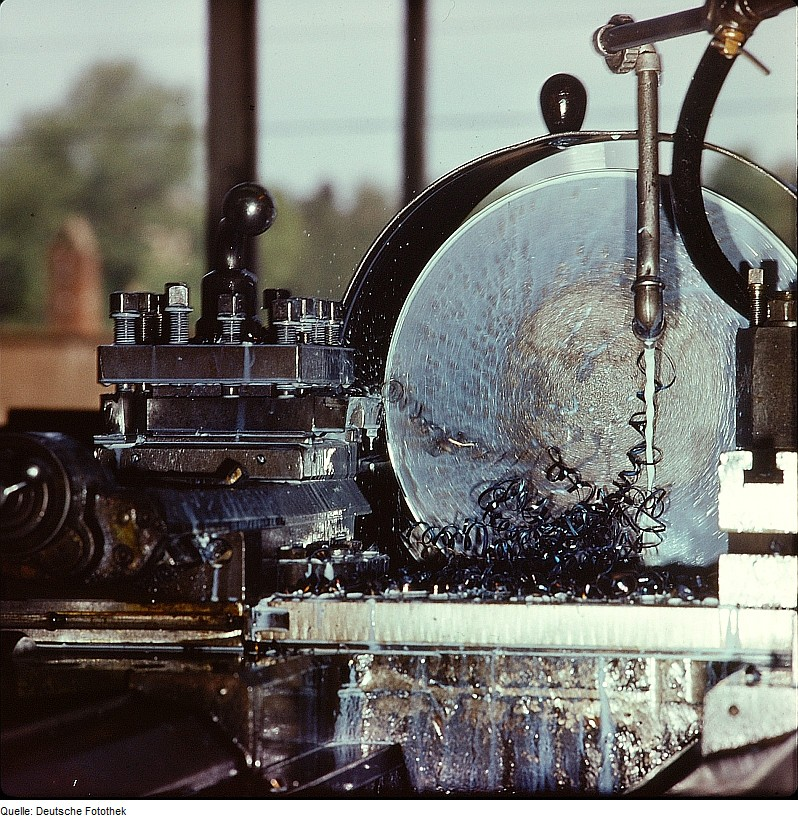
Obróbka materiału metalowego na tokarce

Obróbka – nadanie nowych cech przedmiotowi obrabianemu, zgodnie z założeniami technologicznymi, np. wymiarów, twardości, gładkości. Obróbka jest procesem  przetwarzania surowca w końcowy produkt. Obróbki dokonuje się za pomocą narzędzi lub maszyn wytwórczych.

## Podział obróbek

### Przetwórstwo metali, drewna i tworzyw sztucznych
Odlewnictwo (kształtowanie przez formowanie), metal lub tworzywo sztuczne odlewa się w:
- formach piaskowych
- formach kokilowych
- formach ciśnieniowych
- formach rotacyjnych
- metodą wosku traconego

Obróbka plastyczna
- tłoczenie
- cięcie (proces technologiczny)wymiarów, twardości, gładkości. Obróbka jest procesem przetwarzania surowca w końcowy produkt. Obróbki dokonuje się za pomocą narzędzi lub maszyn wytwórczych.
- gięcie
- wykrawanie
- kucie
  - kucie matrycowe
  - kucie półswobodne
  - kucie swobodne
- walcowanie

Obróbka skrawaniem (obróbka mechaniczna)
- toczenie
- wytaczanie
- frezowanie
- wiercenie
- gwintowanie
- szlifowanie
- honowanie
- obróbka wibrościerna
- dłutowanie
- struganie
- przepychanie
- przeciąganie

Obróbka skoncentrowanymi strumieniami energii
- cięcie laserowe
- cięcie wodą
- cięcie plazmowe

Obróbka elektrochemiczna
- elektroerozja
- polerowanie
- galwanizacja

Obróbki chemiczne
- wytrawianie

Obróbki cieplno-chemiczne
- azotowanie
- nawęglanie
- hartowanie
- przesycanie
- wyżarzanie
- odpuszczanie

Spajanie
- spawanie
- zgrzewanie
- lutowanie
- klejenie
- spiekanie

Obróbka przedmiotów w głównej mierze wykorzystuje sposoby mechaniczne i termiczne w celu uzyskania końcowych cech przedmiotów. Jednakże rozwój nauki w XX wieku  zaowocował nowymi technikami obrabiania przedmiotów, np. laser, metody rentgenowskie. Głównie stosowane są do wykonania bardzo precyzyjnych przedmiotów, których wykonanie nie jest możliwe metodami tradycyjnymi, lub przy uzyskaniu których straty materiałów i energii byłyby niewspółmierne do uzyskanego efektu.

### Obróbka w technologii budowy maszyn
Do najistotniejszych typów obróbki stosowanymi w technologii budowy maszyn należą:
- obróbka skrawaniem – polegająca na ścinaniu, skrawaniu, odłupywaniu, odcinaniu, ścieraniu itp. fragmentów materiału, aż do osiągnięcia pożądanego kształtu
- obróbka plastyczna – zmiana kształtu materiału przez wykorzystanie jego własności plastycznych
- odlewanie oraz bliskie mu wtryskiwanie – doprowadzenie surowca do stanu ciekłego, a następnie wypełnianie nim formy i schładzanie

### Przetwórstwo spożywcze

#### Przykłady obróbki
- instantyzacja
- pasteryzacja
- liofilizacja
- mielenie
- obróbka termiczna
- suszenie
- zamrażanie
- konserwacja żywności

### Fotografia
- obróbka forsowna